# Quận Rockdale, Georgia
Quận Rockdale (tiếng Anh: Rockdale County) là một quận trong tiểu bang Georgia, Hoa Kỳ. Quận lỵ đóng ở thành phố Conyers 6. Theo điều tra dân số năm 2000 của Cục điều tra dân số Hoa Kỳ, quận có dân số người 2. Năm 2007, ước tính dân số quận này là 82.052 70.111 người.

## Địa lý
Theo Cục điều tra dân số Hoa Kỳ, quận này có diện tích 342 ki-lô-mét vuông, trong đó có 336 km2 là diện tích đất, 6 km2 là diện tích mặt nước.

### Các xa lộ
- Interstate 20
- U.S. Route 278
- Georgia State Route 20
- Georgia State Route 138
- Georgia State Route 162
- Georgia State Route 212
- Georgia State Route 402